# Bratislava Hot Serenaders
Bratislava Hot Serenaders je slovenský orchestr, který vznikl v roce 1991; orientuje se na rekonstrukci starých nahrávek taneční hudby a napodobení dobového interpretačního stylu amerického jazzu, swingu a Hot & Sweet Music 20. až 40. let 20. století a slovenskou taneční hudbu s jazzovými prvky (včetně používání dobových hudebních nástrojů a interpretačních technik, jakož i kostýmů).
Orchestr spolupracuje mj. s českým swingovým kvartetem The Swings a dalšími.
Dne 18.7.2021, na konci výročního koncertu orchestru ve Štúdiu L+S, v důsledku poruchy srdečního rytmu zemřel Milan Lasica.. Stalo se tak krátce poté, co dozpíval píseň Ja som optimista.

## Členové orchestru

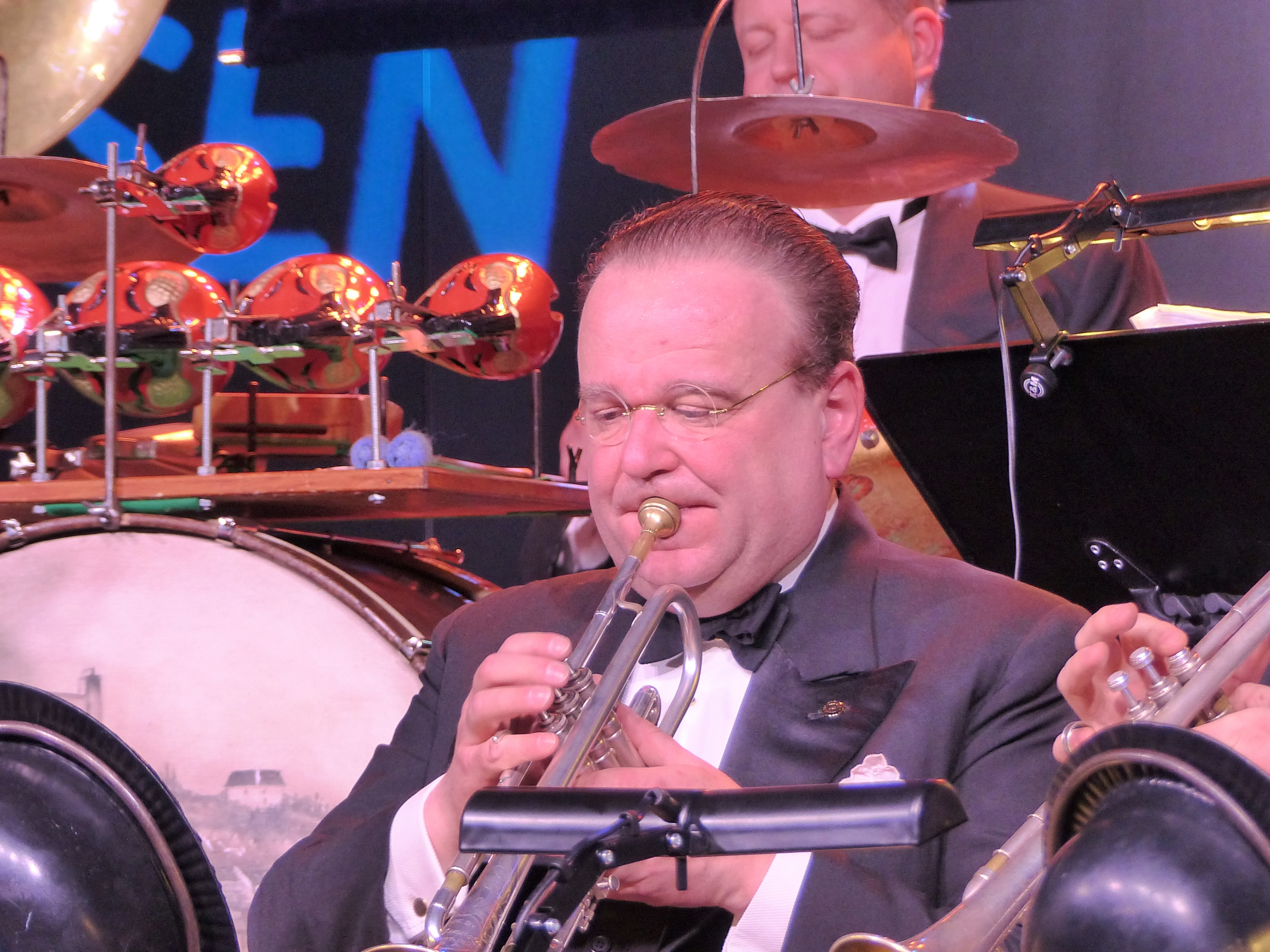
Juraj Bartoš, 2018

- Juraj Bartoš – vedoucí orchestru, trubka
- Rastislav Suchan – trubka
- Tibor Ďuriak - trubka
- Stanislav Masaryk - trubka
- Richard Pavlík - trubka
- Karol Bartoš – trombon
- Ján Gašpárek – klarinet, saxofon
- Piala Zdeno – klarinet, saxofon
- Pavel Sehnal – klarinet, saxofon
- Juraj Blaha – tuba
- Marián Vavro - kontrabas
- Richard Fičor – kytara, banjo
- Erik Jámbor, Peter Valentovič – klavír
- Patrik Fičor – bicí
- Gabriel Szathmáry – housle
- Adam Szendrei - housle
- Kružliak Ján - housle
- Andrej Zahorec - housle
- Branislav Svitek - housle
- Andrej Včelík - housle
- Jozef Ostrolucký - housle
- Jozef Kuriľák – zpěv
- Miloš Stančik – zpěv, manažer orchestru

Serenaders Sisters
- Nikol Tománková - zpěv
- Kristína Uhlíková - zpěv
- Soňa Jeseničová - zpěv

Bývalí členové
- Daniela Maderičová – zpěv
- Roman Féder
- Roško Milan – housle, violinofón
- Jana Dekánková – zpěv
- Ľudmila Nemlahová – zpěv, housle
- Rastislav Kordík – klavír
- Ľubica Čekovská Salamon – klavír
- Ľubomír Kamenský – trubka
- Ladislav Fančovič - klavír
- Barbora Medeková - zpěv
- Andrea Kružliaková - zpěv
- Juliana Šeregiová - zpěv
- Pavol Hoďa - klarinet, saxofon

## Diskografie
Orchestr má tvorbu svých hudebních alb ve vlastní režii. Ve spolupráci s vydavatelstvím Forza Music členové orchestru nahráli a vydali tři alba s s Milanem Lasicou a v roce 2003 také první slovenské hudební DVD.
- 1996 – Prvé rendez - vous|Prvé rendez-vous – Bratislava Hot Serenaders (s Milanem Lasicou), CD
- 2001 – Ja som optimista – Forza Music, (s Milanem Lasicou), CD
- 2002 – Celý svet sa mračí – Forza Music, (s Milanem Lasicou), CD
- 2003 – Cotton Club Stomp - Bratislava Hot Serenaders/FABART s.r.o., CD
- 2003 – Milan Lasica & Bratislava Hot Serenaders – Forza Music, DVD
- 2006 – Broken Record - Bratislava Hot Serenaders/FABART s.r.o., CD
- 2008 – Take It Easy – Bratislava Hot Serenaders/FABART s.r.o., CD
- 2011 – Keď zastal čas – Forza Music, CD, (s Milanom Lasicou), CD
- 2014 – Lonely melody – Bratislava Hot Serenaders/FABART s.r.o., CD
- 2016 - Ja vodku rád pijem - Bratislava Hot Serenaders/FABART s.r.o., CD
- 2017 - Anniversary European Tour - Bratislava Hot Serenaders/FABART s.r.o., CD
- 2017 - Bratislava Hot Serenaders hrá pre vás 25 rokov - Bratislava Hot Serenaders/FABART s.r.o., LP
- 2018 - I Like That - Bratislava Hot Serenaders/FABART s.r.o., CD
- 2020 - I Like That - Bratislava Hot Serenaders/FABART s.r.o., LP
- 2021 - Keď sa raz zídeme, CD

## Ocenění
- 1991 - Jazzový festival Žilina - 1. místo
- 1994 - Jazzový festival San Raphaël, Francie - 1. cena "Sydney d´Or"
- 2002 - platinová deska - za CD Ja som optimista
- 2003 - zlatá deska - za CD Celý svet sa mračí
- 2014 - Radio Head Awards - CD Lonely Melody
- 2019 - Cena verejnosti ESPRIT 2018 - CD I Like That

## Festivaly
- Pražské jaro
- Festival Viva Musica! Bratislava
- Bratislavské jazzové dni
- Jazzový festival Žilina
- Festival „Pohoda“ Trenčín
- Jazzový festival Adria Praha
- Festival Swingové hudby ÚKDŽ Praha
- Jazzový festival Sálgótarján - Maďarsko
- Jazzový festival Debrecín - Maďarsko
- Jazzový festival Kecskemét - Maďarsko
- Jazzový festival Lamantin Jazz Szombathely - Maďarsko
- La Plus Grande Cave De Jazz Du Monde – Lille - Francie
- Jazzový festival San Raphaël – Francie
- Jazz Jubilee Twente, Hengelo – Nizozemsko
- Jazzový festival Breda – Nizozemsko,
- Jazzový festival Whitley Bay – Velká Británie